# کجگدر دپ
کجگدر دپ، روستایی در دهستان لاشار جنوبی بخش پیپ شهرستان لاشار در استان سیستان و بلوچستان ایران است.

## جمعیت
بر پایه سرشماری عمومی نفوس و مسکن در سال ۱۳۹۵، جمعیت این روستا برابر با ۱۸۷ نفر (۶۳ خانوار) بوده‌است.